# Lista de episódios de Jayce et les Conquérants de la Lumière
Está é uma lista de todos os 65 episódios da série de animação francesa Jayce et les Conquérants de la Lumière.
A série foi dublada para outros idiomas, sendo também conhecida pelos títulos:
- Jayce e os guerreiros relâmpago (em português).
- Jayce and the Wheeled Warrior (em inglês).
- Jayce y los Guerreros Rodantes (em espanhol).

| Nº | Título em francês                   | Título em inglês                   | Título em português |
| 01 | L'évasion                           | Escape from the garden             | ?                   |
| 02 | Le vase de Xiang                    | The vase of Xiang                  | ?                   |
| 03 | L'ombre métallique                  | Steel against shadow               | ?                   |
| 04 | Les croisés d'argent                | Silver crusaders                   | ?                   |
| 05 | Le vaisseau fantôme                 | Ghostship                          | ?                   |
| 06 | Flora, la faune et le monstroplante | Flora, fauna and the monster minds | ?                   |
| 07 | Feu et glace                        | Fire and ice                       | ?                   |
| 08 | Les hors-la-loi de l'espace         | Space outlaws                      | ?                   |
| 09 | Le futur du futur                   | Future of the future               | ?                   |
| 10 | La vie sous-marine                  | Underwater                         | ?                   |
| 11 | La galaxie gelée                    | Frostworld                         | ?                   |
| 12 | Une jungle galactique               | Critical mass                      | ?                   |
| 13 | Le manuscrit mauve                  | The purple tome                    | ?                   |
| 14 | Un plan machiavélique               | Hook, line and sinker              | ?                   |
| 15 | La planète Kyros                    | Bloodstone                         | ?                   |
| 16 | Les esclaves d'Aldebaren            | The slaves of Adelbaren            | ?                   |
| 17 | À la chasse                         | The hunt                           | ?                   |
| 18 | La planète Baz                      | Blockade runners                   | ?                   |
| 19 | La princesse endormie               | The sleeping princess              | ?                   |
| 20 | Une réunion mortelle                | Deadly reunion                     | ?                   |
| 21 | Le royaume céleste                  | Sky kingdom                        | ?                   |
| 22 | Recherche occulte                   | Quest into shadow                  | ?                   |
| 23 | Des difficultés inattendues         | Unexpected trouble                 | ?                   |
| 24 | Les chasseurs de prime              | Bounty hunters                     | ?                   |
| 25 | Double tromperie                    | Double deception                   | ?                   |
| 26 | Voyage intergalactique              | Gate world                         | ?                   |
| 27 | Voleur de l'espace                  | Space thief                        | ?                   |
| 28 | La lune bleue                       | Moon magic                         | ?                   |
| 29 | Une histoire d'honneur              | Affair of honor                    | ?                   |
| 30 | La fleur maudite                    | Doom flower                        | ?                   |
| 31 | Les chevaux de Sandine              | The stallions of Sandeen           | ?                   |
| 32 | La réunion des génies               | Brain trust                        | ?                   |
| 33 | La force lumière                    | Lightning strikes twice            | ?                   |
| 34 | La pierre de la liberté - 1 partie  | The liberty stone - Part 1         | ?                   |
| 35 | La pierre de la liberté - 2 partie  | The vines - Part 2                 | ?                   |
| 36 | La pierre de la liberté - 3 partie  | The spacefighter - Part 3          | ?                   |
| 37 | La pierre de la liberté - 4 partie  | Heart of Paxtar - Part 4           | ?                   |
| 38 | La pierre de la liberté - 5 partie  | Appointment at forever - Part 5    | ?                   |
| 39 | La planète des jouets               | What's going on?                   | ?                   |
| 40 | Une jeune chanteuse                 | Dark singer                        | ?                   |
| 41 | La sorcière de la galaxie           | Swamp witch                        | ?                   |
| 42 | La trahison interne                 | Deadly reflections                 | ?                   |
| 43 | La nouvelle invention d'Audric      | Do not disturb                     | ?                   |
| 44 | Le signal de détresse               | Early warning                      | ?                   |
| 45 | Disparition d'une civilisation      | A question of conscience           | ?                   |
| 46 | Les faiseurs de mirage              | The mirage makers                  | ?                   |
| 47 | Le somnambule                       | Life ship                          | ?                   |
| 48 | Le pays du rêve                     | Dream world                        | ?                   |
| 49 | Les enfants de Solarus II           | The children of Solarus II         | ?                   |
| 50 | Le jardinier                        | The gardener                       | ?                   |
| 51 | Les vignes de la folie              | Armada                             | ?                   |
| 52 | Le carillon de Sharpis              | The chimes of Sharpis              | ?                   |
| 53 | Le joueur de la galaxie             | Galaxy gamester                    | ?                   |
| 54 | La planète encerclée                | Circus planet                      | ?                   |
| 55 | L'enlèvement d'un savant            | Common bond                        | ?                   |
| 56 | L'arbre magique                     | Mistress of soul tree              | ?                   |
| 57 | Diviser pour mieux régner           | The life eater                     | ?                   |
| 58 | Zorg agent double                   | Wasteland                          | ?                   |
| 59 | L'oracle                            | The oracle                         | ?                   |
| 60 | L'ordinateur de la planète logos    | Short circuit, lng wait            | ?                   |
| 61 | Retour dans le passé                | Time and time again                | ?                   |
| 62 | La source                           | The source                         | ?                   |
| 63 | Le raid                             | The raid                           | ?                   |
| 64 | Oon, valeureuse escorte             | The squire smith                   | ?                   |
| 65 | Le voyage final                     | Final ride at journey's end        | ?                   |